# Ringo Starr and His All Starr Band Volume 2: Live from Montreux
Ringo Starr and His All Starr Band Volume 2: Live From Montreux ist das 14. Album, beziehungsweise das zweite Livealbum von Ringo Starr nach der Trennung der Beatles. Es wurde am 14. September 1993 in den USA veröffentlicht. In Deutschland und Großbritannien erschien das Album nicht.

## Entstehungsgeschichte
Nach dem Erscheinen des kommerziell erfolglosen Studioalbum Time Takes Time im Juni 1992 begab Ringo Starr sich wieder mit seiner Second All-Starr Band auf USA-Tournee. Vom 2. Juni bis zum 28. Juni 1992 gab die All-Starr Band 20 Konzerte. Es folgte seine erste Europatournee mit 17 Konzerten vom 2. bis 23. Juli 1992.
Am 13. Juli 1992 wurde das Konzert in Montreux (Schweiz) aufgezeichnet und als CD und Livevideo veröffentlicht.
Das vollständige Programm der Konzerte der Tournee des Jahres 1992 war wie folgt:
1. I’m the Greatest
2. No No Song
3. No Time (Burton Cummings)
4. Girls Talk (Dave Edmunds)
5. Look at Us Now oder Rocky Mountain Way (Joe Walsh)
6. I Can’t Tell You Why (Timothy B. Schmit)
7. Shine Silently (Nils Lofgren)
8. Bang on the Drum All Day (Todd Rundgren)
9. Don’t Go Where the Road Don’t Go
10. Yellow Submarine
11. Desperado (Joe Walsh)
12. Believe (Nils Lofgren)
13. These Eyes (Burton Cummings)
14. Lady Madonna (Dave Edmunds)
15. Medley: What’s Going On – Mercy Mercy Me – One World (Todd Rundgren)
16. Keep On Tryin’ (Timothy B. Schmit)
17. Wiggle (Timmy Cappello)
18. Black Maria (Todd Rundgren)
19. In the City (Joe Walsh)
20. You’re Sixteen
21. Weight of the World
22. Just a Little (Nils Lofgren)
23. I Hear You Knocking (Dave Edmunds)
24. American Woman (Burton Cummings)
25. Boys
26. Photograph
27. Act Naturally
28. With a Little Help from My Friends

Zwischen dem 1. August und dem 6. September 1992 folgte eine weitere USA-Tournee mit 25 Auftritten.
Nach der Veröffentlichung des Albums wurde der Plattenvertrag in den USA mit dem Label Rykodisc nicht verlängert.
Sechs der fünfzehn Lieder der CD wurden von Ringo Starr gesungen.

## Covergestaltung
Das Cover entwarf Steven Jurgensmeyer. Die Coverfotos wurden von Henry Diltz sowie von Kantanzaro & Mahdessian aufgenommen. Der CD liegt ein bebildertes zwölfseitiges Begleitheft bei, das Informationen zum Album enthält.

## Titelliste
1. The Really “Serious” Introduction – 2:04
  - Einführungsrede von Quincy Jones
2. I’m the Greatest (John Lennon) – 3:28
3. Don’t Go Where the Road Don’t Go (Richard Starkey a, Johnny Warman, Gary Grainger) – 4:45
4. Yellow Submarine (John Lennon, Paul McCartney) – 4:10
5. Desperado (Don Henley, Glenn Frey) – 2:33
  - Gesungen von Joe Walsh
6. I Can’t Tell You Why (Don Henley, Glenn Frey, Timothy B. Schmit) – 5:14
  - Gesungen von Timothy B. Schmit
7. Girls Talk (Elvis Costello) – 3:35
  - Gesungen von Dave Edmunds
8. Weight of the World (Brian O’Doherty, Fred Velez) – 4:11
9. Bang the Drum All Day (Todd Rundgren) – 3:40
  - Gesungen von Todd Rundgren
10. Walking Nerve (Nils Lofgren) – 4:06
  - Gesungen von Nils Lofgren
11. Black Maria (Todd Rundgren) – 5:27
  - Gesungen von Todd Rundgren
12. In the City (Joe Walsh, Barry DeVorzon) – 4:33
  - Gesungen von Joe Walsh
13. American Woman (Burton Cummings, Randy Bachman, Garry Peterson, Jim Kale) – 6:21
  - Gesungen von Burton Cummings
14. Boys (Luther Dixon, Wes Farrell) – 3:50
15. With a Little Help from My Friends (John Lennon, Paul McCartney) – 7:07

## Single-Auskopplungen
Aus dem Album wurden keine Singleauskopplungen vorgenommen.

## Sonstiges
- Eine Veröffentlichung im LP-Format erfolgte nicht.
- Am 17. November 1993 wurde in den USA eine VHS-Videokassette unter dem Titel Ringo Starr and His All Starr Band Live From Montreux beim Label MPI Home Video vertrieben. In Japan wurde das Konzert auch auf Laserdisc verkauft. Eine Veröffentlichung auf DVD erfolgte bisher nicht.
- Ein weiteres Konzert vom 6. Juli 1992 im Empire Theatre in Liverpool wurde ebenfalls aufgezeichnet und am 18. April 1993 in den USA auf dem Disney Channel teilweise gesendet.
- Für Werbezwecke für eine US-amerikanische Kreditkartenfirma wurde in den USA im Jahr 1995 eine EP mit folgenden vier Liedern veröffentlicht: Yellow Submarine, It Don’t Come Easy, Photograph und With a Little Help from My Friends. Das erste und vierte Lied stammt von der CD Ringo Starr and His All Starr Band Volume 2: Live From Montreux, das zweite und dritte Lied von der CD Ringo Starr and His All-Starr Band.

## Wiederveröffentlichungen
Die CD-Veröffentlichung aus dem Jahr 1993 wurde bisher nicht neu remastert.